# Симфонічний оркестр Віденського радіо
Симфонічний оркестр Віденського радіо (нім. Radio-Symphonieorchester Wien, також RSO Wien) — радіоансамбль у складі австрійського суспільного мовника ORF, що базується у Відні.

## Історія
У 1945 році композитор Макс Шенхерр заснував Великий оркестр Австрійського радіомовлення (нім. Großen Orchester des Österreichischen Rundfunks) у складі 50 музиканті. Оркестр відомий, зокрема, тим, що в 1947 м вперше в офіційній обстановці виконав Державний гімн Австрії, оркестрова редакція якого належить Шенхерру. Сам Шенхерр очолював оркестр 23 роки.
У 1969 року шляхом реорганізації оркестру Шенхерра був утворений Симфонічний оркестр ORF, який набув сучасної назви у 1996 році.

## Діяльність
В даний час оркестр Віденського радіо – один з небагатьох оркестрів Австрії, що спеціалізується, головним чином, на сучасній музиці.
Більшість виступів Симфонічного оркестру Віденського радіо транслюються на радіостанції Österreich 1, а також звучать на закордонних станціях. Завдяки зростанню присутності на телебаченні, а також співпраці з молодіжною радіостанцією FM4, оркестру постійно залучає нових меломанів. Близько 700 шанувальників підтримують асоціацію "Друзі Симфонічного оркестру Віденського радіо".
У Відні оркестр регулярно дає концерти у залах Musikverein та Konzerthaus Wien. Тісно співпрацює також з Віденським фестивалем та Wien Modern. У Theatre an der Wien, оркестр зарекомендував себе як оперний оркестр.